# Hitchcock (Film)
Hitchcock ist eine Filmbiografie von Sacha Gervasi aus dem Jahr 2012. Das Drehbuch basiert auf der Biografie Alfred Hitchcock and the Making of Psycho von Stephen Rebello. Der Film spielt während der Entstehung des Filmes Psycho und legt einen Fokus der Geschichte auf die Beziehung von Alfred Hitchcock zu seiner Frau Alma Reville.
Der Film startete am 23. November 2012 in den amerikanischen Kinos, in Deutschland war der Kinostart am 14. März 2013.
Im Fahrwasser der Produktion wurde wenige Wochen vor dem amerikanischen Kinostart der Fernsehfilm The Girl ausgestrahlt, der ebenfalls einen Ausschnitt aus Hitchcocks Leben zeigt – seine Faszination für Tippi Hedren während der Entstehung der Filme Die Vögel und Marnie. Der Film basiert auf dem Buch Spellbound by Beauty: Alfred Hitchcock and His Leading Ladies von Donald Spoto. Die Hauptrollen spielen Toby Jones und Sienna Miller.

## Handlung
Im Jahr 1959 feiert Alfred Hitchcock, der seit den 1920er Jahren im Filmgeschäft tätig ist, mit dem erfolgreichen Agententhriller Der unsichtbare Dritte einen großen Erfolg. Als nächste Projekte werden ihm einige Angebote unterbreitet. So soll er z. B. den James-Bond-Roman Casino Royale verfilmen. Der sechzigjährige Hitchcock, den ein Reporter provokant gefragt hat, ob es jetzt nicht Zeit sei, aufzuhören, hat kein Interesse an diesem Projekt. Er liest den Roman Psycho von Robert Bloch, der ihn fasziniert. Dieser beschreibt einen geisteskranken männlichen Frauenmörder mit einem gestörten Verhältnis zu seiner Mutter – eine Figur, die dem realen Serienmörder Ed Gein nachempfunden ist.
Nach der Lektüre des Buches steht für Hitchcock fest, dass er dieses Buch verfilmen muss. Für die Verfilmung von Psycho castet er Janet Leigh, Anthony Perkins und Vera Miles. Zu Vera Miles hat er ein angespanntes Verhältnis. Diese sollte die Hauptrolle in Vertigo spielen, entschied sich jedoch dafür, ein Baby zu bekommen, was Hitchcock ihr übelnahm. Die Filmbranche steht dem Filmprojekt skeptisch gegenüber – es soll eine gewalttätige Szene mit Nacktheit unter einer Dusche und das bisher im Film noch nie gezeigte Spülen einer Toilette zu sehen sein. Geoffrey Shurlock, der Präsident der Zensurbehörde, wittert in dem eingereichten Drehbuch zahlreiche Verstöße gegen den Hays Code und droht deshalb mit der Verweigerung des offiziellen Freigabesiegels, das seinerzeit Voraussetzung für eine Vorführung des Films in amerikanischen Kinos war.
Da Hitchcocks Produktionsfirma Paramount Pictures Psycho nicht finanzieren will, konzipiert er mit seinem Manager eine Eigenfinanzierung des Projektes, wobei er eine Hypothek auf sein Haus aufnehmen muss. Diese kritische Situation führt zu Spannungen zwischen 'Hitch' und seiner Frau Alma, die ihm zwar bisher bei allen Produktionen half und zur Seite stand, aber nie von ihrem Mann die Anerkennung erhielt, die sie sich wünschte. Die Ehe leidet auch darunter, dass Alma auf die attraktiven Blondinen, die in Hitchcocks Filmen die Hauptrollen spielen und spielten, eifersüchtig ist und sie es ihm übelnimmt, dass er mit seiner Hauptdarstellerin Janet Leigh flirtet. Auch die permanente Kontrolle der Ernährung des übergewichtigen Hitchcock führt zu Spannungen. Als Ausgleich und zur Entspannung beginnt sie privat eine Zusammenarbeit mit dem Drehbuchautor Whitfield Cook. Als Hitchcock vermutet, dass Alma ihn mit Whitfield hintergeht, zeigt dies Auswirkungen auf seine Gesundheit und auf die Produktion von Psycho. Schließlich sucht Alma – von Whitfields Lebenswandel enttäuscht – die Aussprache mit ihrem Mann. Als dieser daraufhin Almas bisherigen Beitrag zu allen seinen Filmen anerkennt, beenden beide wie im Rausch den Film Psycho. Alma ist es z. B., die Hitchcock davon überzeugt, die Duschszene mit der Musik Bernard Herrmanns zu untermalen.
Nachdem Hitchcock sich gegen die Zensurbehörde durchgesetzt hat, wird der Film mit einer groß angelegten PR-Kampagne in die Kinos gebracht.
Während der Uraufführung von Psycho sieht man Hitchcock im leeren Vorraum des Kinosaals, wie er, der Tonspur des Films während der Duschszene folgend, wie ein Kapellmeister das Publikum selig lächelnd zu dessen herausgeschrienen Emotionen dirigiert.
Der Film endet damit, dass Hitch seiner Frau für die Unterstützung dankt und dem Publikum zugewandt davon berichtet, dass er bereits an ein neues Projekt denke. Dabei landet ein Vogel auf seiner Schulter. Im Abspann wird erwähnt, dass Psycho der erfolgreichste Film Hitchcocks werden sollte. Hitchcock, der nie einen Oscar gewann, dankte seiner Frau Alma, nachdem ihm vom American Film Institute ein Preis für sein Lebenswerk überreicht wurde.

## Hintergrund

### Vorproduktion
Im Jahr 2005 wurde berichtet, dass Arts & Entertainment Network einen Fernsehfilm oder eine Miniserie produzieren würde, der auf dem Buch Alfred Hitchcock and the Making of Psycho von Stephen Rebello basieren sollte. Schließlich sollte das Buch jedoch Vorlage eines Kinofilmes werden. 2007  konnten Ivan Reitman und Tom Pollock einen First-Look-Deal mit Paramount Pictures, dem Produktionsstudio hinter Psycho, erzielen. Die Produktion wanderte vier Jahre später jedoch zu Fox Searchlight Pictures.
Am 20. November 2011 wurde bekannt, dass Sacha Gervasi Platz auf dem Regiestuhl nehmen sollte, nachdem Anfang des Folgemonats bekannt wurde, dass Anthony Hopkins und Helen Mirren unter Vertrag genommen wurden und als Alfred Hitchcock und Alma Reville an der Produktion beteiligt sein werden. Black-Swan-Co-Autor John J. McLaughlin verfasste die erste Drehbuchfassung, während Rebello einige Überarbeitungen vornahm und den Fokus auf die private und berufliche Beziehung Hitchcocks zu seiner Frau, Alma Reville, während der Produktion von Psycho legte.

### Casting
Am 1. März 2012 wurde bekannt, dass Scarlett Johansson und James D’Arcy die Hauptdarsteller von Psycho, Janet Leigh und Anthony Perkins, verkörpern würden. Im Laufe des Monats wurde Jessica Biel als Vera Miles besetzt.

### Dreharbeiten
Am 13. April 2012 begannen in Los Angeles die Dreharbeiten. Bis dahin wurde die Produktion noch Alfred Hitchcock and the Making of Psycho genannt, bei Drehstart wurde der Titel jedoch in Hitchcock geändert. Die Dreharbeiten wurden am 31. Mai 2012 beendet. Die letzten gedrehten Szenen waren jene von der Premiere des Filmes Psycho am 16. Juni 1960.

### Musik
Am 12. September 2012 wurde bekannt, dass Danny Elfman als Komponist den Filmscore beisteuern wird. Elfman hatte zuvor bereits die Neuaufnahme des Psycho-Soundtracks für das Remake von 1998 geleitet.
Der Soundtrack zum Film soll am 14. Dezember 2012 veröffentlicht werden.

## Auszeichnungen
Helen Mirren bekam bei den Golden Globe Awards 2013 eine Nominierung (Beste Hauptdarstellerin – Drama). Sie wurde nominiert für den Filmpreis Screen Actors Guild Award (2013), den BAFTA-Award (2012)
- Academy Awards (Oscarverleihung 2013)
  - Nominierung in der Kategorie Bestes Makeup und Hairstyling: Gregory Nicotero, Howard Berger, Peter Montagna und Julie Hewitt
- Alliance of Women Film Journalists
  - Nominierung in der Kategorie Beste Schauspielerin, die das Altern überwindet: Helen Mirren
- BAFTA Award
  - Nominierung in der Kategorie Beste Hauptdarstellerin: Helen Mirren
  - Nominierung in der Kategorie Bestes Makeup und Hairstyling: Gregory Nicotero, Howard Berger, Peter Montagna und Julie Hewitt
- Dallas-Fort Worth Film Critics Association
  - Nominierung in der Kategorie Beste Hauptdarstellerin: Helen Mirren
- Golden Globe Awards
  - Nominierung in der Kategorie Beste Hauptdarstellerin (Drama): Helen Mirren
- Houston Film Critics Society
  - Nominierung in der Kategorie Bestes Drehbuch: Danny Elfman
- London Film Critics Circle
  - Nominierung in der Kategorie Beste britische Hauptdarstellerin: Helen Mirren
- Phoenix Film Critics Society
  - Nominierung in der Kategorie Bester Hauptdarsteller: Anthony Hopkins
  - Nominierung in der Kategorie Bestes Drehbuch: Danny Elfman
- Saturn Award
  - Nominierung in der Kategorie Bester Independent Film
  - Nominierung in der Kategorie Beste Hauptdarstellerin: Helen Mirren
  - Nominierung in der Kategorie Bestes Makeup und Hairstyling: Gregory Nicotero, Howard Berger, Peter Montagna und Julie Hewitt

- Screen Actors Guild Award[13]
  - Nominierung in der Kategorie Beste Hauptdarstellerin: Helen Mirren
- St. Louis Gateway Film Critics Association
  - Nominierung in der Kategorie Beste Hauptdarstellerin: Helen Mirren
  - Beste Szene: Anthony Hopkins in der Lobby während er sein Publikum beobachtet
- Washington DC Area Film Critics Association
  - Nominierung in der Kategorie Beste Hauptdarstellerin: Helen Mirren

## Kritiken
„Mit ‚Hitchcock‘ bringt Sacha Gervasi ein amüsantes Kapitel Filmgeschichte auf die Kinoleinwand: eine besonders für ein cinephiles Publikum sehr spaßige Angelegenheit mit zwei herausragenden Darstellern.“

„Der Hitchcock im Titel dieses Films ist Chiffre für eine öffentliche und eine private, eine männliche und eine weibliche, eine eingestandene und eine uneingestandene Seite, kurzum eine Signatur, für die zwei Menschen verantwortlich zeichnen. Es ist ein Schauspielerfilm, getragen von den starken Performances Mirrens und Hopkins’.“

„‚Hitchcock‘ hängt irgendwo in der Schwebe zwischen Biopic, Drama und unterhaltsamen Schwank. Dank der hervorragenden Leistung des gesamten Ensembles, allen voran Anthony Hopkins und eines großartigen Danny-Elfman-Soundtracks, ist ‚Hitchcock‘ dennoch eine kurzweilige Hommage an einen der größten Regisseure des letzten Jahrhunderts.“

## Deutsche Fassung
Die deutsche Fassung des Filmes wurde bei der RC Production Kunze & Wunder GmbH & Co. KG erstellt. Das Dialogbuch schrieb Hannes Maurer, Regie führte Norman Matt.
| Darsteller         | Rolle             | Sprecher             |
| ------------------ | ----------------- | -------------------- |
| Anthony Hopkins    | Alfred Hitchcock  | Joachim Kerzel       |
| Helen Mirren       | Alma Reville      | Karin Buchholz       |
| Scarlett Johansson | Janet Leigh       | Luise Helm           |
| Toni Collette      | Peggy Robertson   | Christin Marquitan   |
| Danny Huston       | Whitfield Cook    | Klaus-Dieter Klebsch |
| Jessica Biel       | Vera Miles        | Gundi Eberhard       |
| James D’Arcy       | Anthony Perkins   | Leonhard Mahlich     |
| Michael Stuhlbarg  | Lew Wasserman     | Jaron Löwenberg      |
| Ralph Macchio      | Joseph Stefano    | Axel Malzacher       |
| Kurtwood Smith     | Geoffrey Shurlock | Frank-Otto Schenk    |
| Michael Wincott    | Ed Gein           | Oliver Stritzel      |
| Paul Schackman     | Bernard Herrmann  | Uwe Büschken         |